# Skok s motkom
Skok s motkom je atletska sportska disciplina koja podrazumijeva upotrebu savitljive motke kako bi se preskočila letvica postavljena na što većoj visini. Skakanje s motkom poznavali su drevni Grci, kao i Krećani i Kelti. Skok motkom je jedina disciplina u kojoj se upotrebljava pomagalo kako bi se preskočila određena visina. Kako povjesničari tvrde, podrijetlo ove discipline možemo pratiti do drevnih vremena Stare Grčke. Postaje službeno disciplina 1812. godine, u vrijeme održavanja prvih atletskih susreta u Engleskoj, a pojavljuje se i u prvenstvima sveučilišta Cambridge, 1857. godine. Skok s motkom je dio olimpijskog programa od prvih Olimpijskih igara 1896. Skok motkom za žene je postala olimpijska disciplina u Olimpijskim igrama 2000.
Današnje motke za skakanje se izrađuju slaganjem slojeva fiberglasa obloženih plastikom oko metalne jezgre. One su blago iskrivljene da bi atletičaru dale veći odraz.
Svjetski rekorder u konkurenciji muškaraca je Armand Duplantis koji je preskočio 6,26 m, 25. kolovoza 2024. na atletskom mitingu u Chorzowu u Poljskoj čime je poboljšao svoj prethodni svjetski rekord. Prije toga, svjetski rekord je postavio Renaud Lavillenie koji je 2014. godine u Donjecku u Ukrajini preskočio 6,16 metara, čime je oborio dugovječni rekord Sergeja Bubke.Bubka je držao rekord sa skokom preko 6,15 metara još od 1993., a Francuz je visinu od 6,16 u njegovoj Ukrajini preskočio iz prvog pokušaja. Svjetska rekorderka među ženama je Jelena Isinbajeva koja je 2008. u Zürichu skočila 5,06 m.

## Najbolji godišnji rezultati

### Muškarci
| Godina | Skok | Atletičar                                          | Mjesto         |
| ------ | ---- | -------------------------------------------------- | -------------- |
| 1971.  | 5,43 | Kjell Isaksson Švedska                             | Siena          |
| 1972.  | 5,63 | Bob Seagren SAD                                    | Eugene         |
| 1973.  | 5,49 | Steve Smith SAD                                    | New York       |
| 1974.  | 5,53 | Steve Smith SAD                                    | Pocatello      |
| 1975.  | 5,65 | Dave Roberts SAD                                   | Gainesville    |
| 1976.  | 5,70 | Dave Roberts SAD                                   | Eugene         |
| 1977.  | 5,66 | Wladyslaw Kozakiewicz Poljska                      | Varšava        |
| 1978.  | 5,71 | Mike Tully SAD                                     | Corvallis      |
| 1979.  | 5,65 | Patrick Abada Francuska Philippe Houvion Francuska | Paris          |
| 1980.  | 5,78 | Wladyslaw Kozakiewicz Poljska                      | Moskva         |
| 1981.  | 5,81 | Vladimir Polyakov SSSR                             | Tbilisi        |
| 1982.  | 5,75 | Dave Volz SAD Jean-Michel Bellot Francuska         | Nice Colombes  |
| 1983.  | 5,83 | Thierry Vigneron Francuska                         | Rim            |
| 1984.  | 5,94 | Serhij Bubka SSSR                                  | Rim            |
| 1985.  | 6,00 | Serhij Bubka SSSR                                  | Paris          |
| 1986.  | 6,01 | Serhij Bubka SSSR                                  | Moskva         |
| 1987.  | 6,03 | Serhij Bubka SSSR                                  | Prag           |
| 1988.  | 6,06 | Serhij Bubka SSSR                                  | Nica           |
| 1989.  | 6,00 | Serhij Bubka SSSR Rodion Gataullin SSSR            | Donjeck Tokijo |
| 1990.  | 5,92 | Rodion Gataullin SSSR                              | Seattle        |
| 1991.  | 6,10 | Serhij Bubka SSSR                                  | Malmö          |
| 1992.  | 6,13 | Serhij Bubka Ukrajina                              | Tokio          |
| 1993.  | 6,05 | Serhij Bubka Ukrajina                              | London         |
| 1994.  | 6,14 | Serhij Bubka Ukrajina                              | Sestriere      |
| 1995.  | 6,03 | Okkert Brits JAR                                   | Koln           |
| 1996.  | 6,02 | Sergey Bubka Ukrajina                              | Atlanta        |
| 1997.  | 6,05 | Serhij Bubka Ukrajina                              | Fukuoka        |
| 1998.  | 6,01 | Jeff Hartwig SAD                                   | Uniondale      |
| 1999.  | 6,05 | Maksim Tarasov Rusija                              | Atena          |
| 2000.  | 6,03 | Jeff Hartwig SAD                                   | Jonesboro      |
| 2001.  | 6,05 | Dmitriy Markov Australija                          | Edmonton       |
| 2002.  | 5,90 | Jeff Hartwig SAD Tim Lobinger Njemačka             | Atena          |
| 2003.  | 5,95 | Romain Mesnil Francuska                            | Castres        |
| 2004.  | 6,01 | Timothy Mack SAD                                   | Monaco         |
| 2005.  | 6,00 | Paul Burgess Australija                            | Perth          |
| 2006.  | 6,00 | Brad Walker SAD                                    | Jockgrim       |
| 2007.  | 5,95 | Brad Walker SAD                                    | Brisbane       |
| 2008.  | 6,04 | Brad Walker SAD                                    | Eugene         |
| 2009.  | 6,01 | Renaud Lavillenie Francuska                        | Leiria         |

### Žene
| Godina | Skok | Atletičarka                              | Mjesto         |
| ------ | ---- | ---------------------------------------- | -------------- |
| 1991.  | 4.05 | Zhang Chunzhen NR Kina                   | Guangzhou      |
| 1992.  | 4.05 | Sun Caiyun NR Kina                       | Nanjing        |
| 1993.  | 4.11 | Sun Caiyun NR Kina                       | Guangzhou      |
| 1994.  | 4.12 | Sun Caiyun NR Kina                       | Guangzhou      |
| 1995.  | 4.28 | Emma George Australija                   | Perth          |
| 1996.  | 4.45 | Emma George Australija                   | Sapporo        |
| 1997.  | 4.55 | Emma George Australija                   | Melbourne      |
| 1998.  | 4.59 | Emma George Australija                   | Brisbane       |
| 1999.  | 4.60 | Emma George Australija Stacy Dragila SAD | Sydney Sevilla |
| 2000.  | 4.63 | Stacy Dragila SAD                        | Sacramento     |
| 2001.  | 4.81 | Stacy Dragila SAD                        | Palo Alto      |
| 2002.  | 4.78 | Svetlana Feofanova Rusija                | Stockholm      |
| 2003.  | 4.82 | Jelena Isinbajeva Rusija                 | Gateshead      |
| 2004.  | 4.92 | Jelena Isinbajeva Rusija                 | Bruxelles      |
| 2005.  | 5.01 | Jelena Isinbajeva Rusija                 | Helsinki       |
| 2006.  | 4.91 | Jelena Isinbajeva Rusija                 | London         |
| 2007.  | 4.91 | Jelena Isinbajeva Rusija                 | Saint-Denis    |
| 2008.  | 5.05 | Jelena Isinbajeva Rusija                 | Peking         |
| 2009.  | 5.06 | Jelena Isinbajeva Rusija                 | Zürich         |

## Ostalo
- Fierljeppen je nizozemski sport u kojem se motka umjesto za skok u visinu koristi za skok u daljinu.

## Vanjske poveznice
- Statistika
- Statistika muški  Arhivirana inačica izvorne stranice od 16. veljače 2020. (Wayback Machine)
- Statistika žene  Arhivirana inačica izvorne stranice od 29. rujna 2018. (Wayback Machine)
- Povijest  Arhivirana inačica izvorne stranice od 2. travnja 2013. (Wayback Machine)

### Ostali projekti
|  | Zajednički poslužitelj ima još gradiva o temi Skok s motkom |